# Echinolampas
Echinolampas is een geslacht van zee-egels, en het typegeslacht van de familie Echinolampadidae.

## Soorten
Ondergeslacht Echinolampas
- Echinolampas africana De Loriol, 1880 †
- Echinolampas alexandri De Loriol, 1876
- Echinolampas altissima Arnold & H.L. Clark, 1927 †
- Echinolampas anceps Lambert, 1905 †
- Echinolampas atascaderensis Brighton, 1926 †
- Echinolampas atropha Lambert, 1906 †
- Echinolampas barcensis Tavani, 1946 †
- Echinolampas bombos Nisiyama, 1968 †
- Echinolampas bothriopygoides Lambert, 1937 †
- Echinolampas brachytona Arnold & H.L. Clark, 1927 †
- Echinolampas camagueyensis Weisbord, 1934 †
- Echinolampas caranoi Checchia-Rispoli, 1950 †
- Echinolampas cavaionensis Venzo, 1935 †
- Echinolampas chiesai Airaghi, 1939 †
- Echinolampas chuni (Döderlein, 1905)
- Echinolampas cojimarensis Sánchez Roig, 1949 †
- Echinolampas concavus Hayasaka, 1948 †
- Echinolampas consolationis Sánchez Roig, 1953 †
- Echinolampas crassa (Bell, 1880)
- Echinolampas cuvillieri Lambert, 1936 †
- Echinolampas daguini Castex, 1930 †
- Echinolampas delorenzoi Mirigliano, 1938 †
- Echinolampas depressa Gray, 1851
- Echinolampas dorsalis L. Agassiz, 1847 †
- Echinolampas dubaleni Castex, 1930 †
- Echinolampas ellipsoidalis d'Archiac, 1846 †
- Echinolampas garciai Sánchez Roig, 1952 †
- Echinolampas gigas Sánchez Roig, 1953 †
- Echinolampas gignouxi Lambert, 1933 †
- Echinolampas globulossus Sánchez Roig, 1952 †
- Echinolampas hanguensis Davies, 1943 †
- Echinolampas hemisphaerica (Lamarck, 1816) †
- Echinolampas jacquemonti d'Archiac & Haime, 1853 †
- Echinolampas jacqueti Lambert, 1936 †
- Echinolampas keiensis (Mortensen, 1948)
- Echinolampas koreana H.L. Clark, 1925
- Echinolampas kugleri Jeannet, 1959 †
- Echinolampas macrostoma Lambert, 1936 †
- Echinolampas madurensis Martin, 1919 †
- Echinolampas marcaisi Lambert, 1937 †
- Echinolampas marioi Roman, 1965 †
- Echinolampas menchikoffi Lambert, 1935 †
- Echinolampas mestrei Sánchez Roig, 1926 †
- Echinolampas migiurtinus Checchia-Rispoli, 1950 †
- Echinolampas migliorinii Checchia-Rispoli, 1950 †, nom. illeg., non Venzo, 1934
- Echinolampas moronensis Sánchez Roig, 1953 †
- Echinolampas munozi Sánchez Roig, 1949 †
- Echinolampas neuvillei Castex, 1930 †
- Echinolampas nuevitasensis Weisbord, 1934 †
- Echinolampas omanensis Clegg, 1933 †
- Echinolampas ovata (Leske, 1778)
- Echinolampas paraensis Marchesini Santos, 1958 †
- Echinolampas paragoga Arnold & H.L. Clark, 1927 †
- Echinolampas parvula Lambert, 1936 †
- Echinolampas percrassus Meznerics, 1941 †
- Echinolampas peyroti Castex, 1930 †
- Echinolampas rangii Des Moulins, 1837
- Echinolampas rollandil Lambert, 1931 †
- Echinolampas rombellipsoidalis Thirring, 1936 †
- Echinolampas santaclarae Sánchez Roig, 1951 †
- Echinolampas sternopetala A. Agassiz & H.L. Clark, 1907
- Echinolampas strongyla Arnold & H.L. Clark, 1927 †
- Echinolampas sumatrana Döderlein, 1905
- Echinolampas tenuipetalum Sánchez Roig, 1952 †
- Echinolampas torrense Sánchez Roig, 1953 †
- Echinolampas umbella Palmer, 1949 †
- Echinolampas vadaszi Roman, 1965 †
- Echinolampas valettei Lambert, 1933 †
- Echinolampas venzoi Roman, 1965 †
- Echinolampas visedoi Lambert, 1935 †
- Echinolampas woodi Currie, 1930 †
- Echinolampas woodringi Durham, 1961 †

Ondergeslacht Craterolampas
- Echinolampas migliorinii Venzo, 1934 †
- Echinolampas rhodiensis Venzo, 1934 †
- Echinolampas sandiegensis Sánchez Roig, 1953 †

Ondergeslacht Cypholampas
- Echinolampas eocenicus Sánchez Roig, 1953 †
- Echinolampas subnucleus Venzo, 1934 †